# نيفتالي لونا
نيفتالي سيوسكون لونا (بالإسبانية: Neftalí Luna)‏، المعروف اختصارا باسم نيفتالي (من مواليد 14 مارس 1979 في قرطبة، أندلوسيا)، هو لاعب كرة قدم إسباني متقاعد، لعب في مركز خط الوسط المركزي.

## وصلات خارجية
- BDFutbol profile
- Futbolme profile (بالإسبانية)